# Glymur
Der Glymur ['klɪːmʏr̥] ist ein 196 Meter hoher Wasserfall in Island, im Gemeindegebiet von Hvalfjarðarsveit.
Bis zur Entdeckung des Morsárfoss im Jahr 2011 galt er als der höchste Wasserfall Islands.

## Geografie
Der Glymur liegt abseits der Hauptverkehrsrouten am Hvalfjörður, westlich des Sees Hvalvatn, von welchem der Fluss Botnsá nördlich des Hvalfjall in Richtung des Hvalfjörður das Botnsdalur durchfließt. Der Wasserfall ist von einem Parkplatz innen im Fjord nach 3 km Wanderung zu erreichen. Durch die enge Schlucht kann man ihn aber nicht auf der ganzen Höhe überblicken. 